# Смолянинове
Смолянино́ве — село в Україні, у Сєвєродонецькій міській громаді Сєвєродонецького району Луганської області. Населення становить 1297 осіб.

## Історія
Архівні документи свідчать про те, що рік заснування села — 1757.
Саме в цей рік Бахмутської соляної канцелярії реєстратор Єгор (Георгій) Смольянинов (Смольников) заснував поселення яке отримало назву слобода Смольянинова.
На 1778-й рік слобода Смольянинова належала до Бахмутського повіту Азовської губернії, нею володіли капітан Кательников і капітанша Павліщева з населенням у 387 чол. і 345 жін. Селяни Смольянинівки спочатку оселилася, як це видно з «Геометричного генерального плану Азовської губернії частини Бахмутської провинції» (приблизно 1780 р.) на лівому березі річки Єрик. Потім слобода перейшла до родини поміщиків Суханових, які володіли нею до 1917 року.
В 1800 році власниця хутора Смолянинова, Матрона Іванівна Суханова, и власник хутора Лукер'ївки побудували в Смолянинові каплицю.
У 1807 році Старобільський протоієрей Андрій Понятовський освятив новий храм.
Жителі Смолянинова в різні часи по наказу поміщиків заснували і заселили декілька хуторів: Гаврилівка 1, Гаврилівка 2, Пурдівка, Ольховий, Александровка, Аннівка. Ще деякий час від слободи Смолянинова була виділена слобода Дуніна.
У 1991 заново збудовано Свято-Різдва-Богородичний храм, який було закрито в 1931 та зруйновано.
В 1929 р. в Смоляниновому утворено два колгоспи.
В 1931 р. в село головою колгоспу направлений Володимир Ісайович Драгін (1931—1936).
У 1941 р. з населених пунктів Смолянинівської сільської ради було призвано до лав армії 650 чоловіків, з них загинуло близько 400.
У повоєнні часи сільську раду очолював Олексій Несторович Лисенко (1947—1956), який до війни працював у селі агрономом.
З 1958 по 1961 рік колгосп імені Сталіна випускав власну колгоспну газету під назвою «Сталінець», а пізніше — «Колгоспна праця».
Всі примірники газети знаходяться в сільському музею.
Наступним керівником колгоспу був Микола Іванович Безгубенко (1961—1979). У цей час колгосп спеціалізувався на відгодівлі великої рогатої худоби, поголів'я якої налічувало 5 тис. голів.
У 1969 році за кошти колгоспу «Перемога» в центрі села збудовано двоповерхову школу.
Потім колгосп очолював Володимир Васильович Жук.
У селі створено сільський музей. Речі, знайдені археологами при розкопках курганних могильників, були залишені новоствореному музею.
Зараз сільську раду очолює В. М. Пивоваров.
У Новоайдарському районі Луганської області майже чотири доби тривали масштабні лісові пожежі. 7 липня 2020 року, через сильний вітер, вогонь перекинувся на навколишні села. Найбільше постраждали село Смолянинове і дачний кооператив «Вовче озеро», де вогонь знищив і зруйнував майже 20 будинків на вулиці Піщаній. Через пожежі загинули п'ятеро людей, понад 30 потрапили до лікарні.

## Краєзнавчий музей

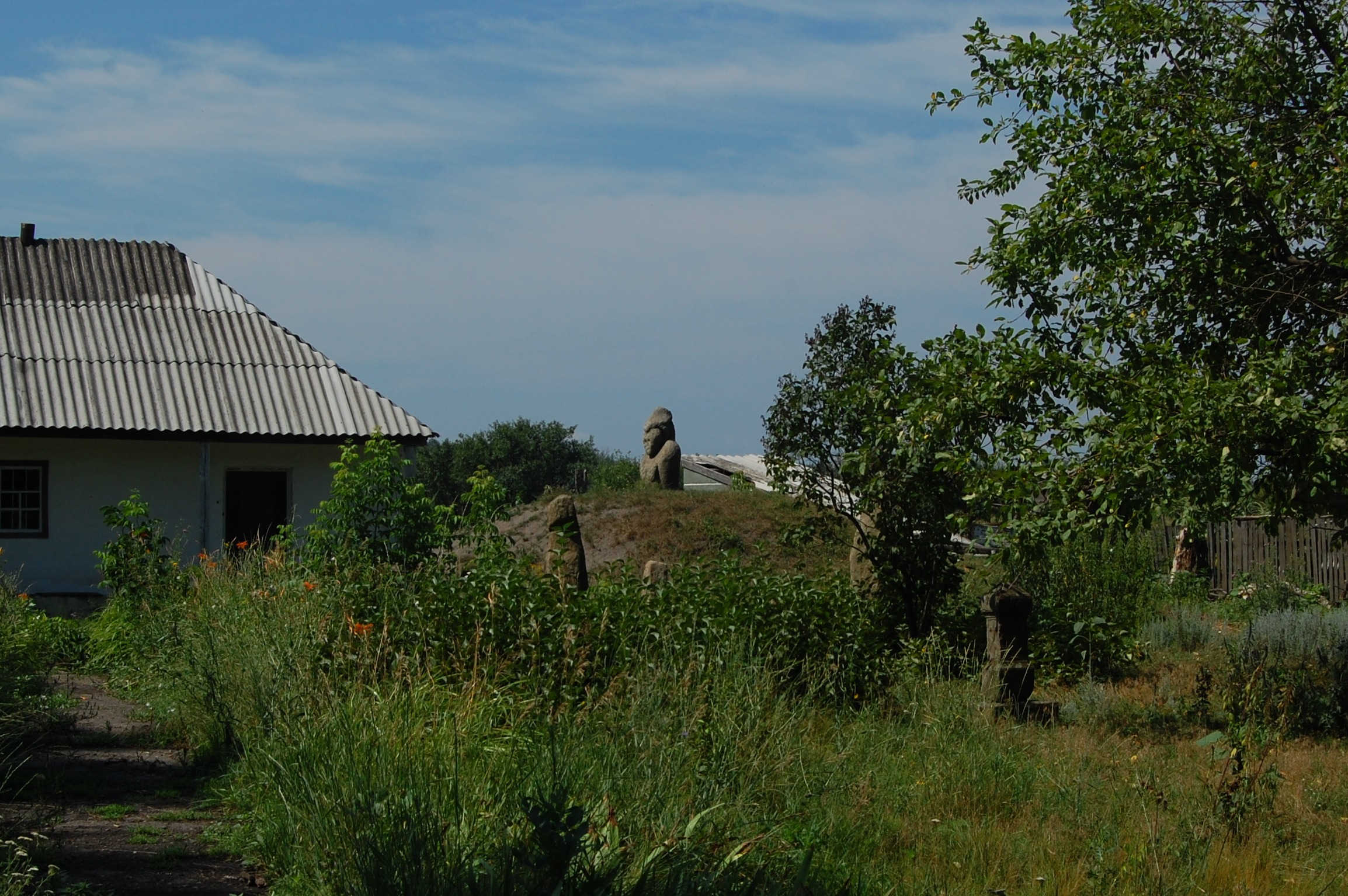
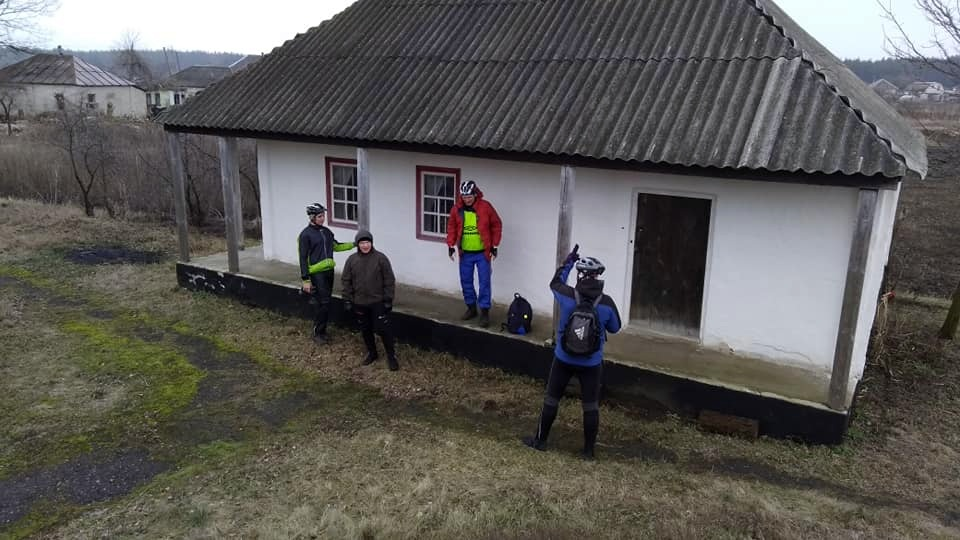
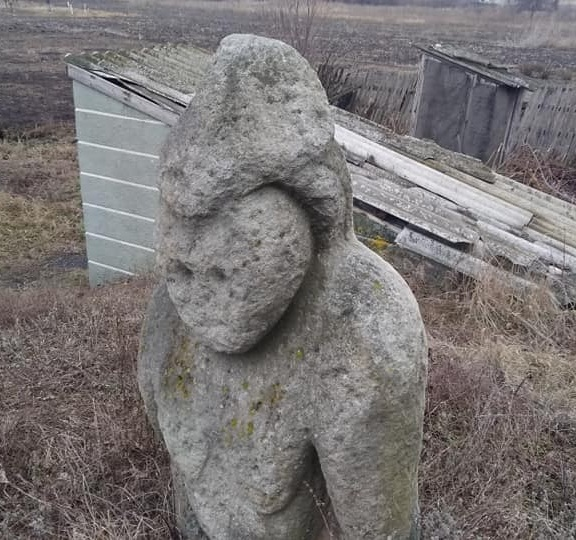
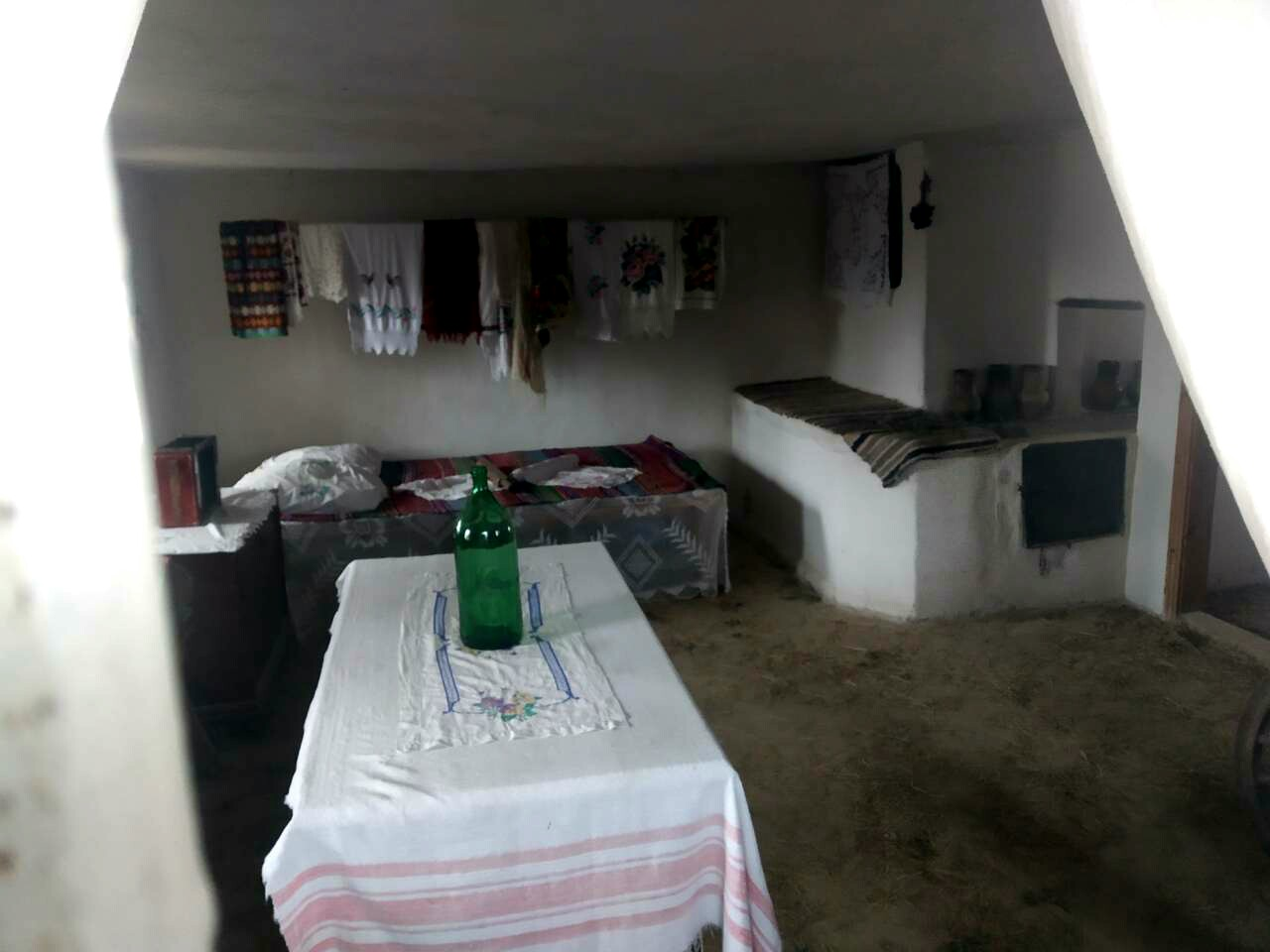
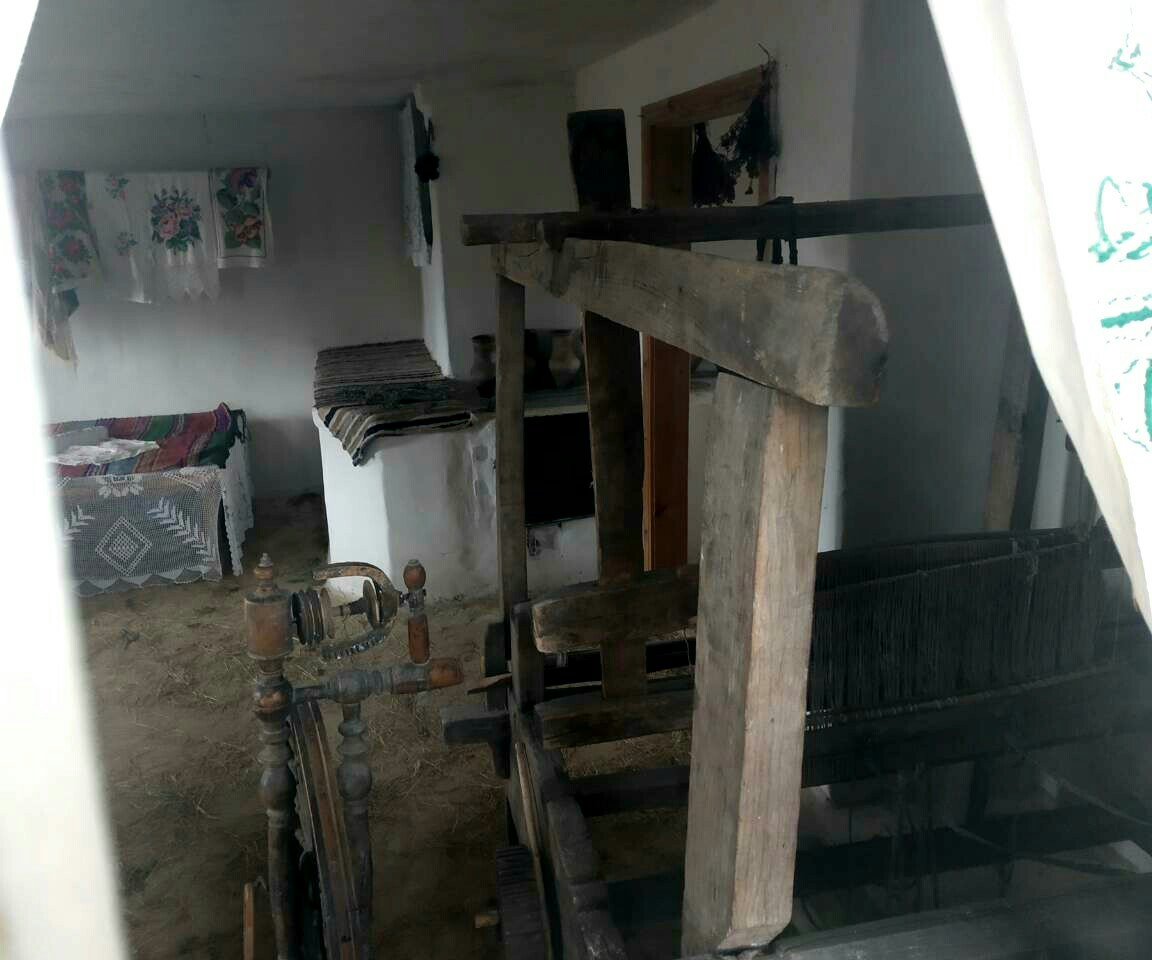
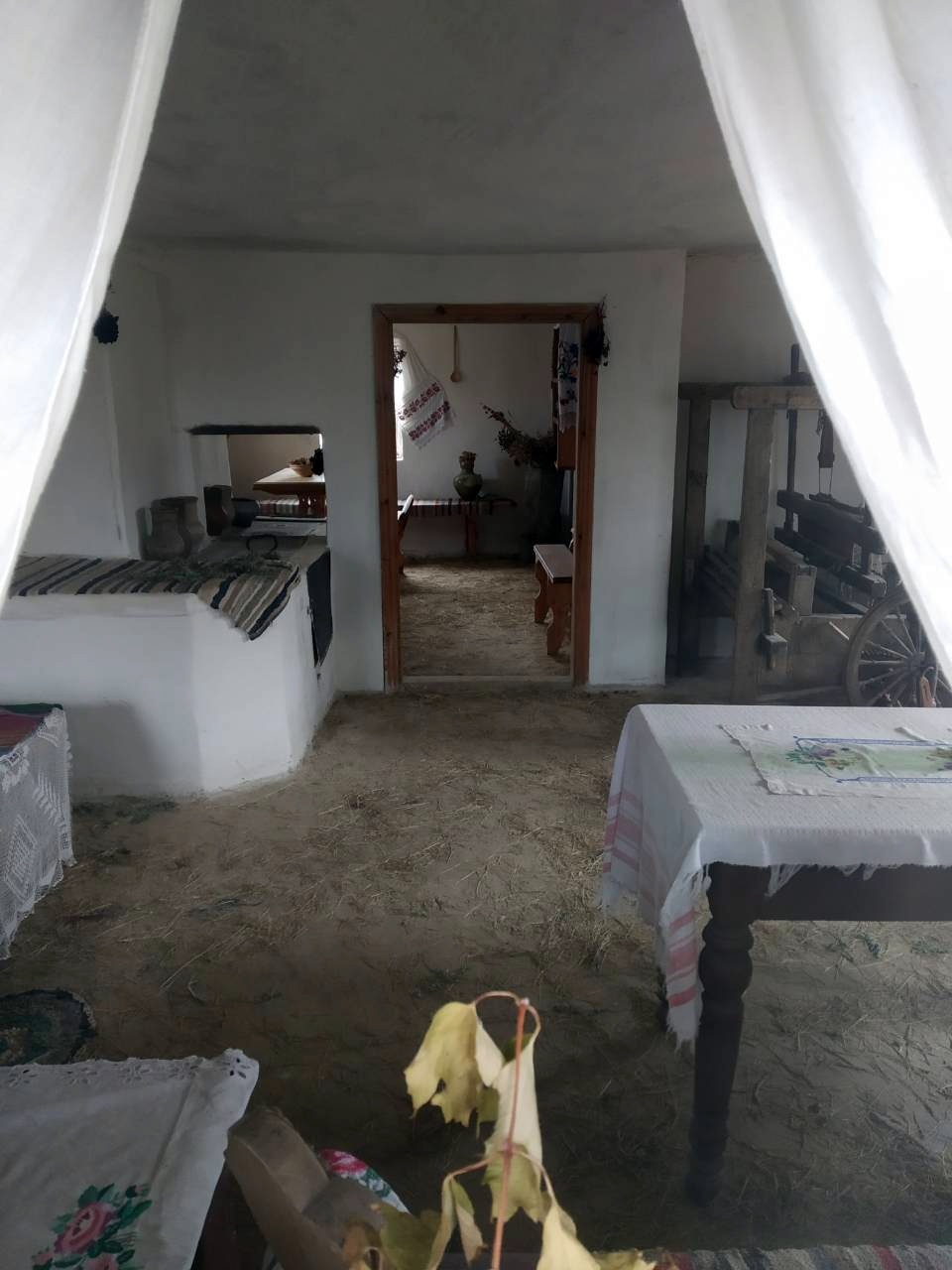

Краєзнавчий музей села Смолянинове є філією Новоайдарського районного краєзнавчого музея.
Валентина Хівренко (с. Смолянинове) надала нові костюми до музейної колекції Новоайдарського районного краєзнавчого музею, яка вже нараховує більш 30 автентичних костюмів, кожен з яких є зразком культури і мистецтва тих етнічних груп, які складали населення Новоайдарського району.

## Видатні особистості
У Смоляниновому народився лейтенант авіації, Герой Радянського Союзу Петро Григорович Шевченко. Загинув у жовтні 1944 р. в повітряному бою над Східною Прусією. Біля школи встановлене погруддя П. Г. Шевченка.
Виходець зі Смолянинового, відомий радянський поет і письменник — Микита Антонович Чернявський (1920—1993).
У своєму романі «Людям важче» відтворив образи односельців.
У дитинстві деякий час мешкав тут Клим Ворошилов. Його батько працював у місцевого пана — генерала Суханова.
у селі були Леонід Макарович Кравчук — перший Президент України, а з ним був тодішній Голова Національного банку, третій Президент України Віктор Андрійович Ющенко.

## Війна на сході України
23 серпня 2014-го під Смоляниновим загинув від кулі снайпера в бою з російськими диверсантами, що займалися підготовкою теракту в Харкові, боєць батальйону «Айдар» Василь Андріюк.

## Світлини

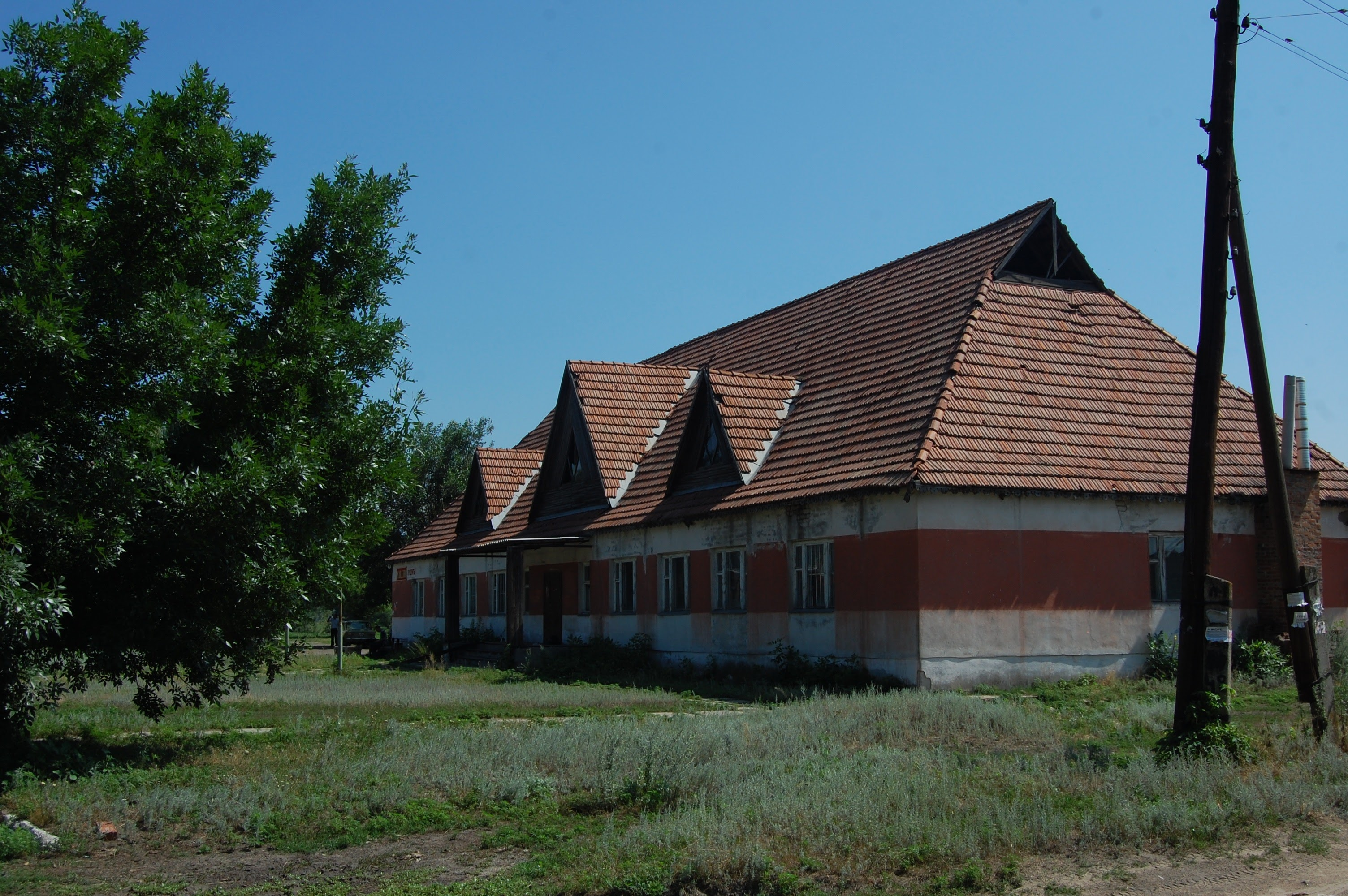
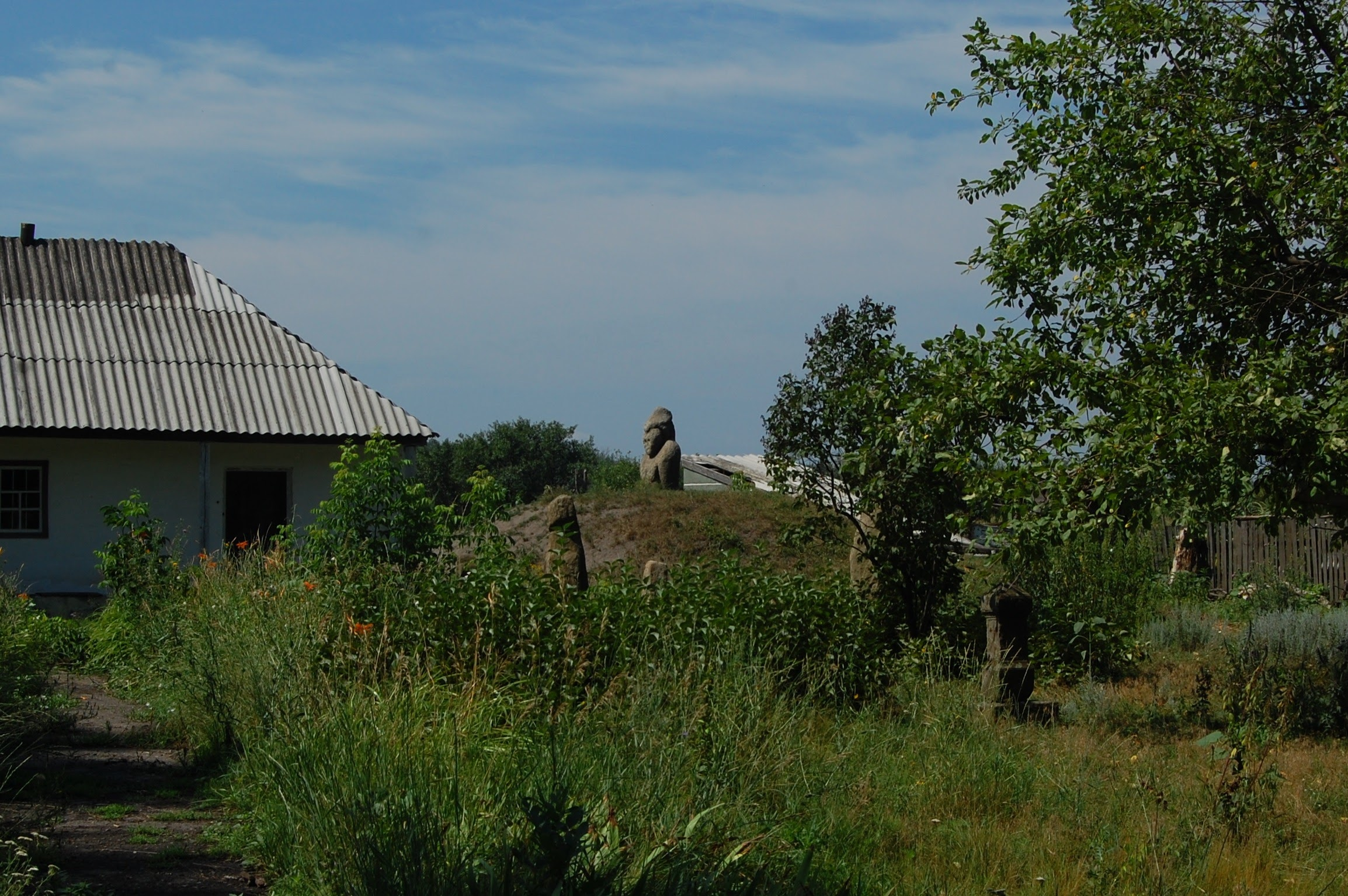
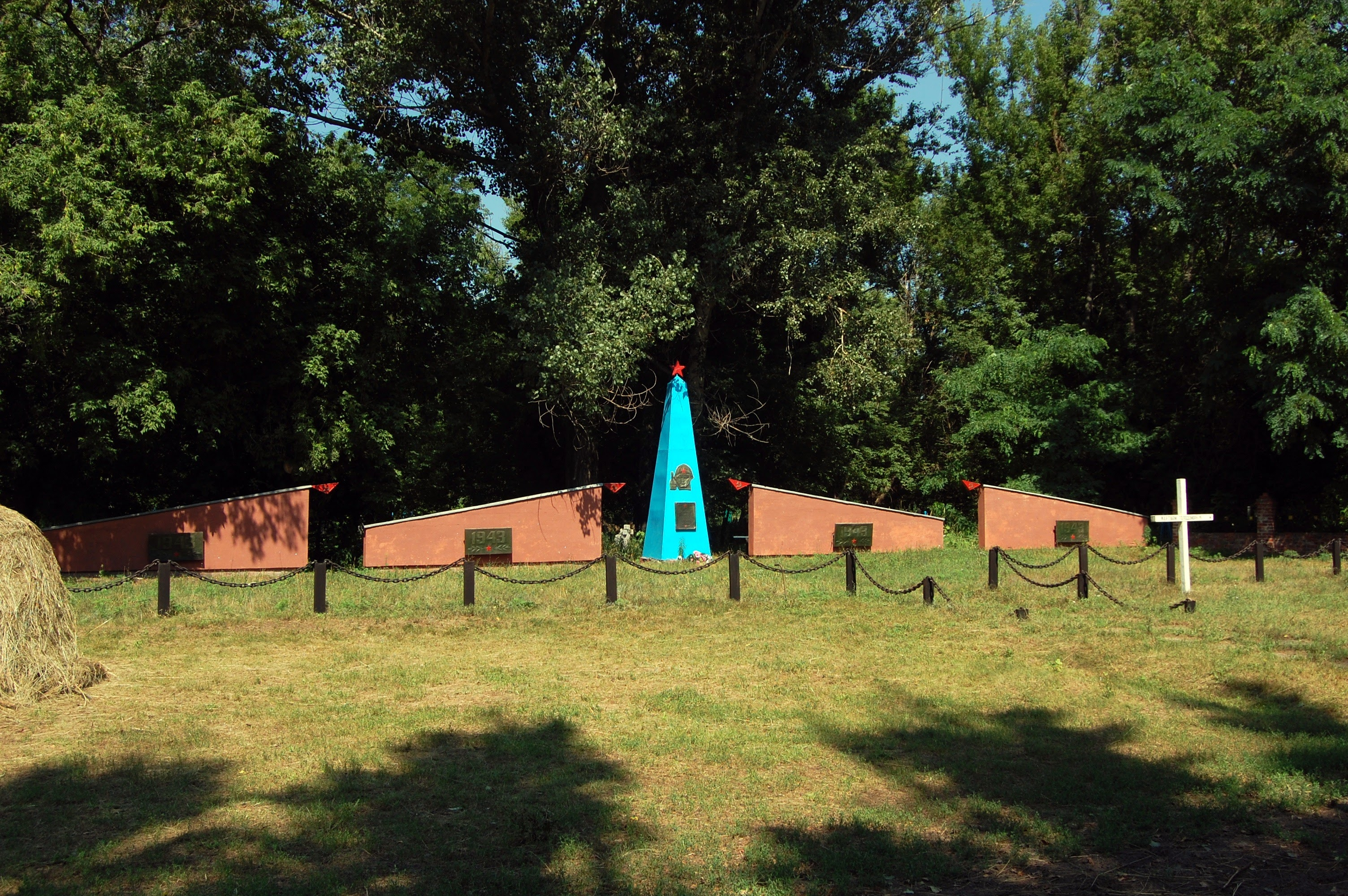
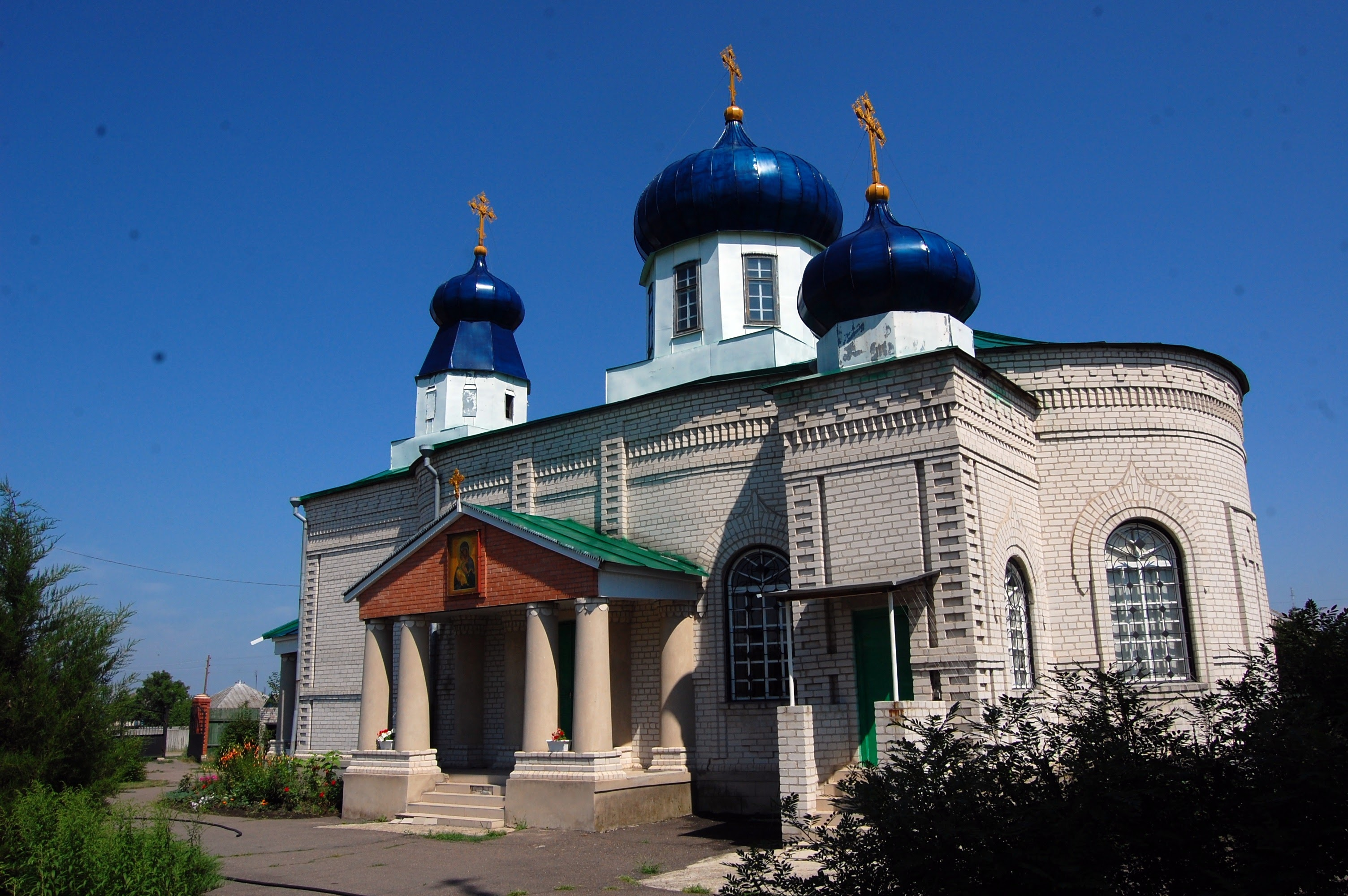
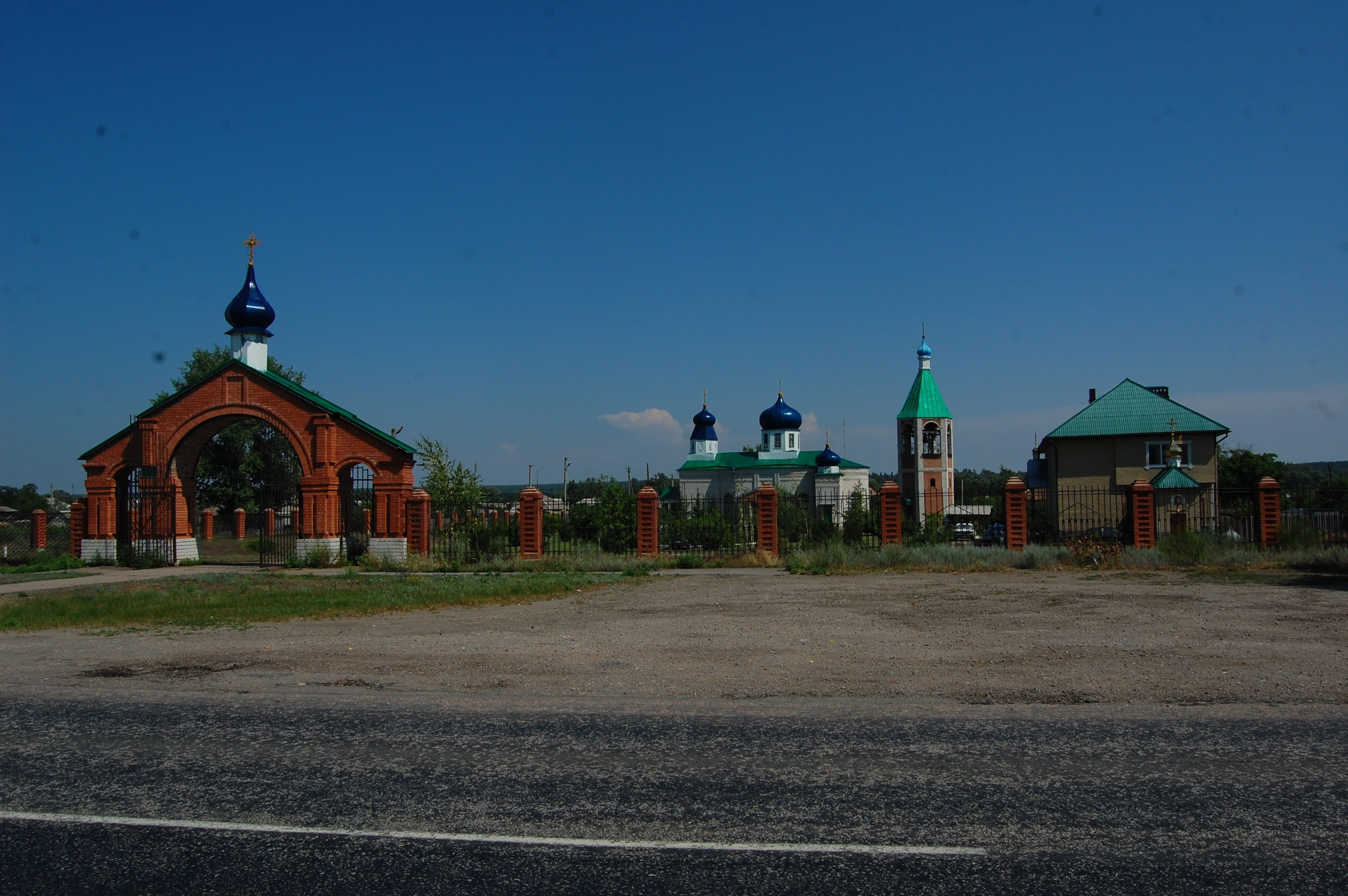
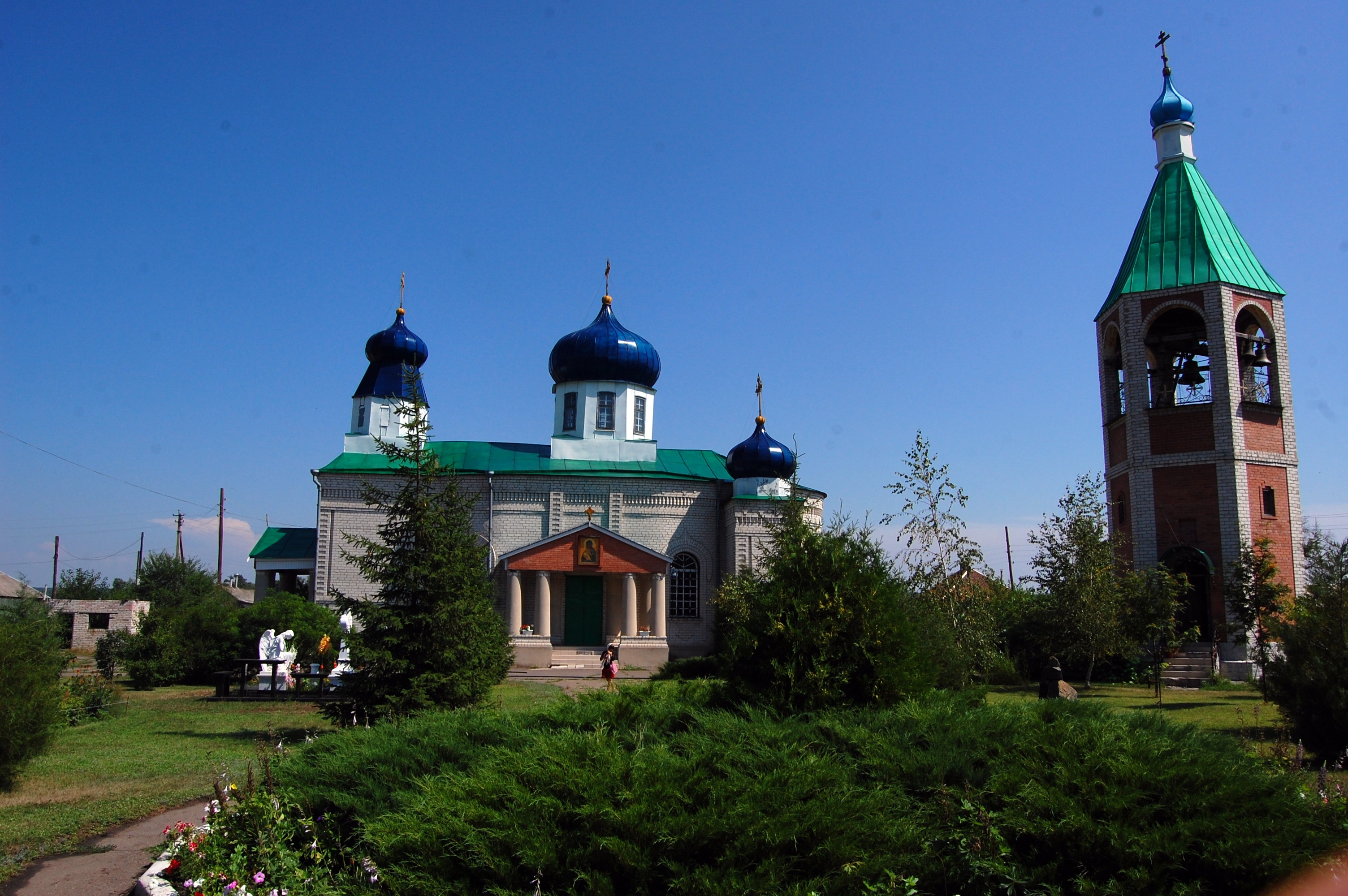
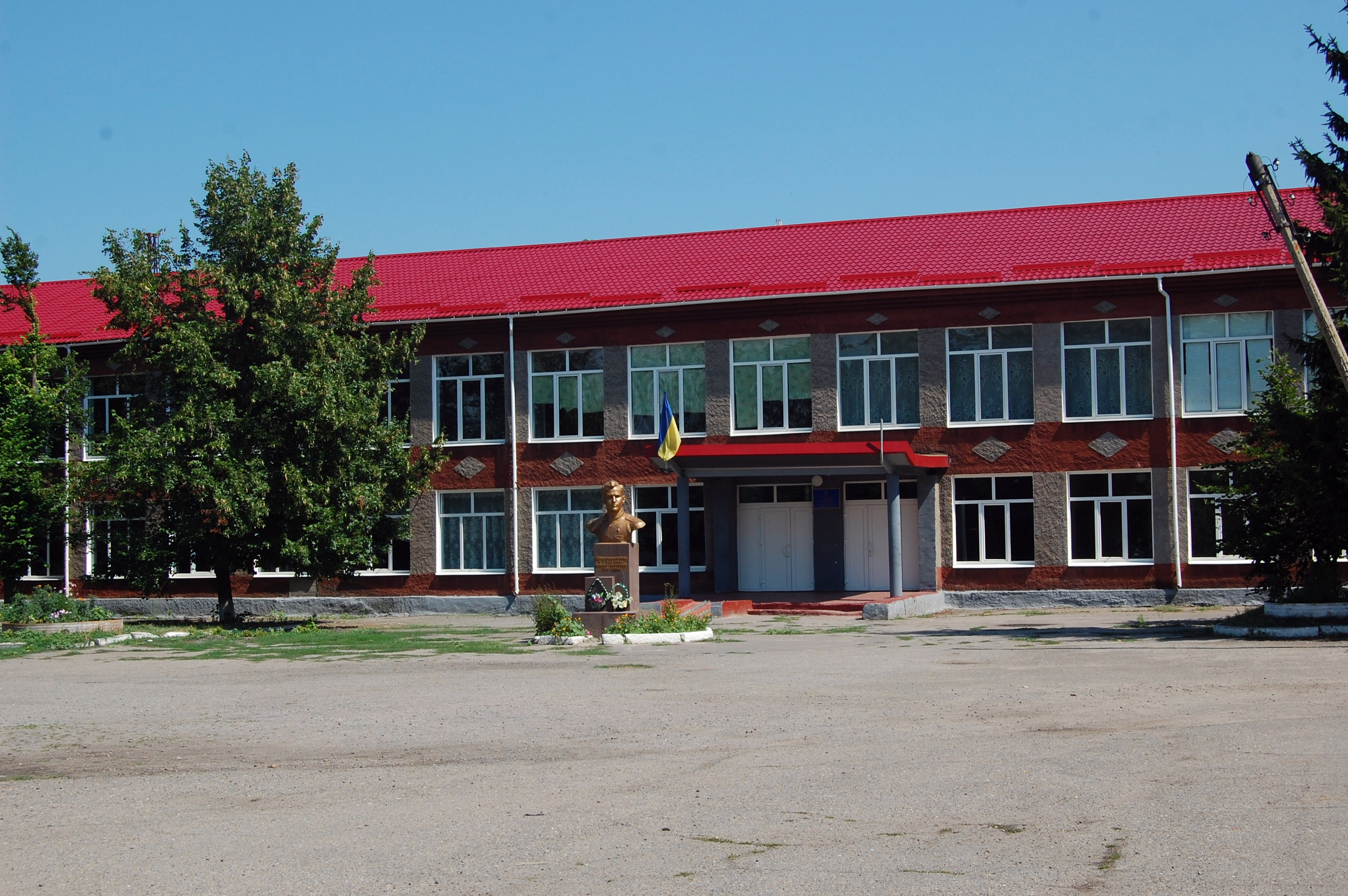
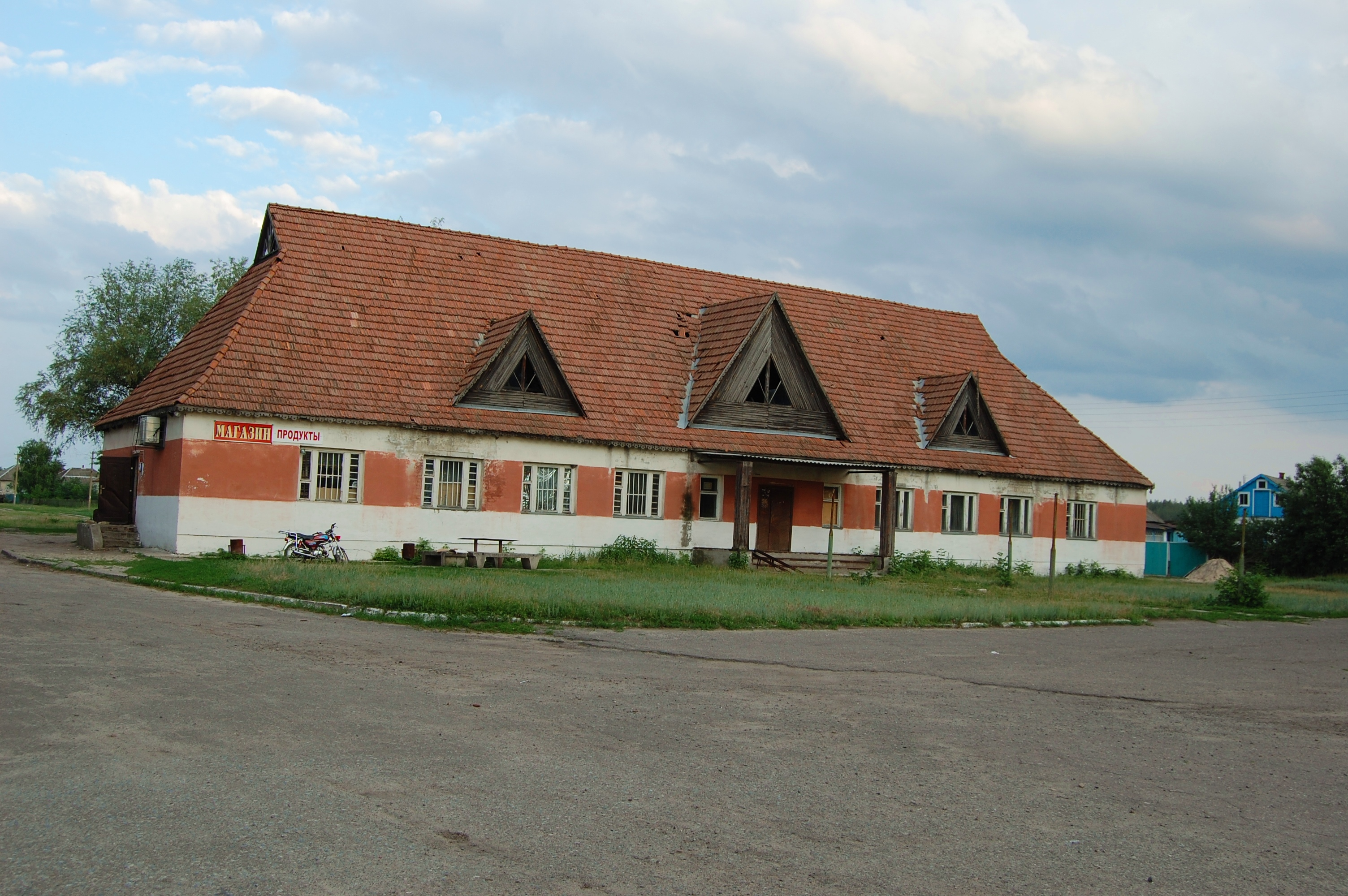

## Населення
За даними перепису 2001 року населення села становило 1297 осіб, з них 90,21 % зазначили рідною українську мову, 9,71 % — російську, а 0,08 % — іншу.